# Megedeberg

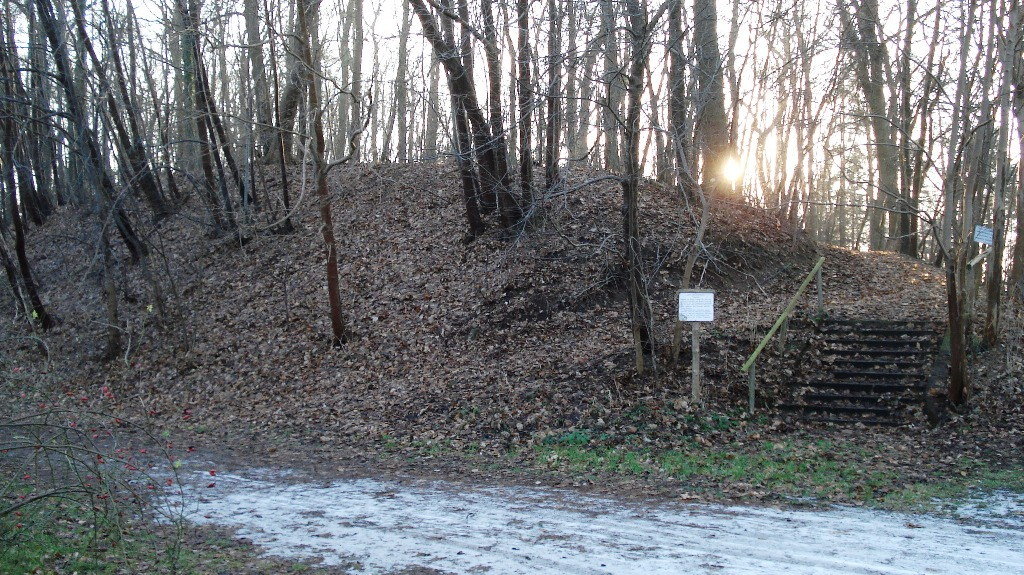
Das nördliche Ende des Megedeberges in Plön

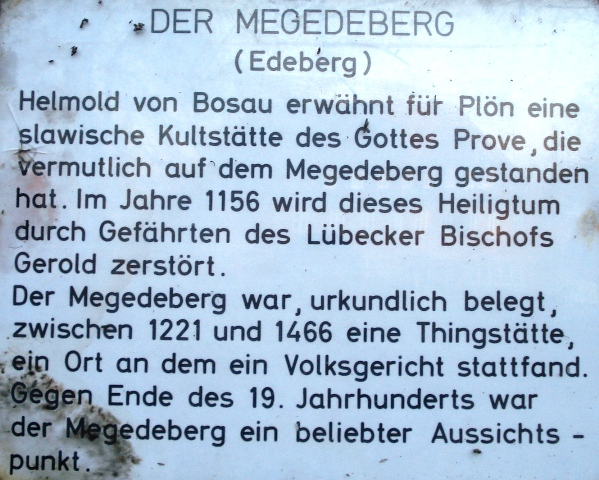
Informationstafel am Megedeberg

Der Megedeberg (auch Edeberg genannt) ist eine Anhöhe in der Stadt Plön in Schleswig-Holstein, an der sich ein slawisches Heiligtum und später die Thing-Stätte für das östliche Holstein befand.
Der Megedeberg liegt westlich des Edebergsees an der B 76. Es handelt sich um eine langgestreckte, mit Bäumen und Sträuchern bewachsene, in Nord-Süd-Richtung verlaufende und dabei wie eine Rampe ansteigende Erhebung von 200 m Länge und etwa 100 m Breite, die sich nach Süden über das umgebende (ansonsten nach Süden abfallende) Gelände erhebt und durch Wege erschlossen ist. Geologisch handelt es sich um eine Endmoräne.

## Slawisches Heiligtum
Die Wagrier unterhielten nach dem Bericht des Helmold von Bosau in dessen Slawenchronik bei Plön ein Heiligtum oder eine Kultstätte, bestehend aus einem Tempel mit dem Standbild des Gottes Podaga. Bei diesem handelte es sich um einen Gott des Wetters und des Windes, der Jagd, der Viehzucht und des Ackerbaus. Der Standort von Tempel und Götzenbild wird auf dem Megedeberg vermutet.
Nach der Eroberung Wagriens 1138/39 durch die nordelbischen Sachsen wurde die slawische Kultstätte unter Bischof Gerold im Jahre 1156 zerstört.

## Thing-Stätte
Auf dem Megedeberg befand sich die Thing-Stätte für den Gau Wagrien, für den Zeitraum von 1221 bis 1466 sind dort Zusammenkünfte belegt.

## Neuzeit
Ab dem Ende des 19. Jahrhunderts wurde der Megedeberg ein beliebter Aussichtspunkt auf die umgebende Landschaft der Holsteinischen Schweiz mit dem Edebergsee und dem Großen Plöner See. Heute ist die Aussicht durch den dichten Bewuchs stark eingeschränkt.